# Château d'Apcher
Le château d'Apcher, ou d'Apchier, est un château féodal situé sur la commune de Prunières en Lozère (France). Ancien siège des barons puis marquis d'Apchier, l'une des huit baronnies du Gévaudan, il sera abandonné peu à peu à partir du XVIIe siècle. Il est aujourd'hui en ruine, seul le donjon étant encore entier.

## Situation
Le château est situé au nord du Gévaudan, entre Saint-Chély-d'Apcher et Le Malzieu-Ville, non loin de la Truyère. La baronnie d'Apchier régnait sur tout le nord de l'Aubrac gévaudanais, entourée de celles de Peyre et de Mercœur. Cependant le château principal qu'est le château d'Apcher, n'était pas au centre de cette baronnie, mais à l'est de celle-ci.

## Toponymie
D'après Albert Dauzat et Charles Rostaing, ce toponyme provient du nom d'homme latin Appius, et du suffixe -arium ; voir également Apchon (avec le suffixe -onem) et Apchat (avec le suffixe -iacum).

## Historique

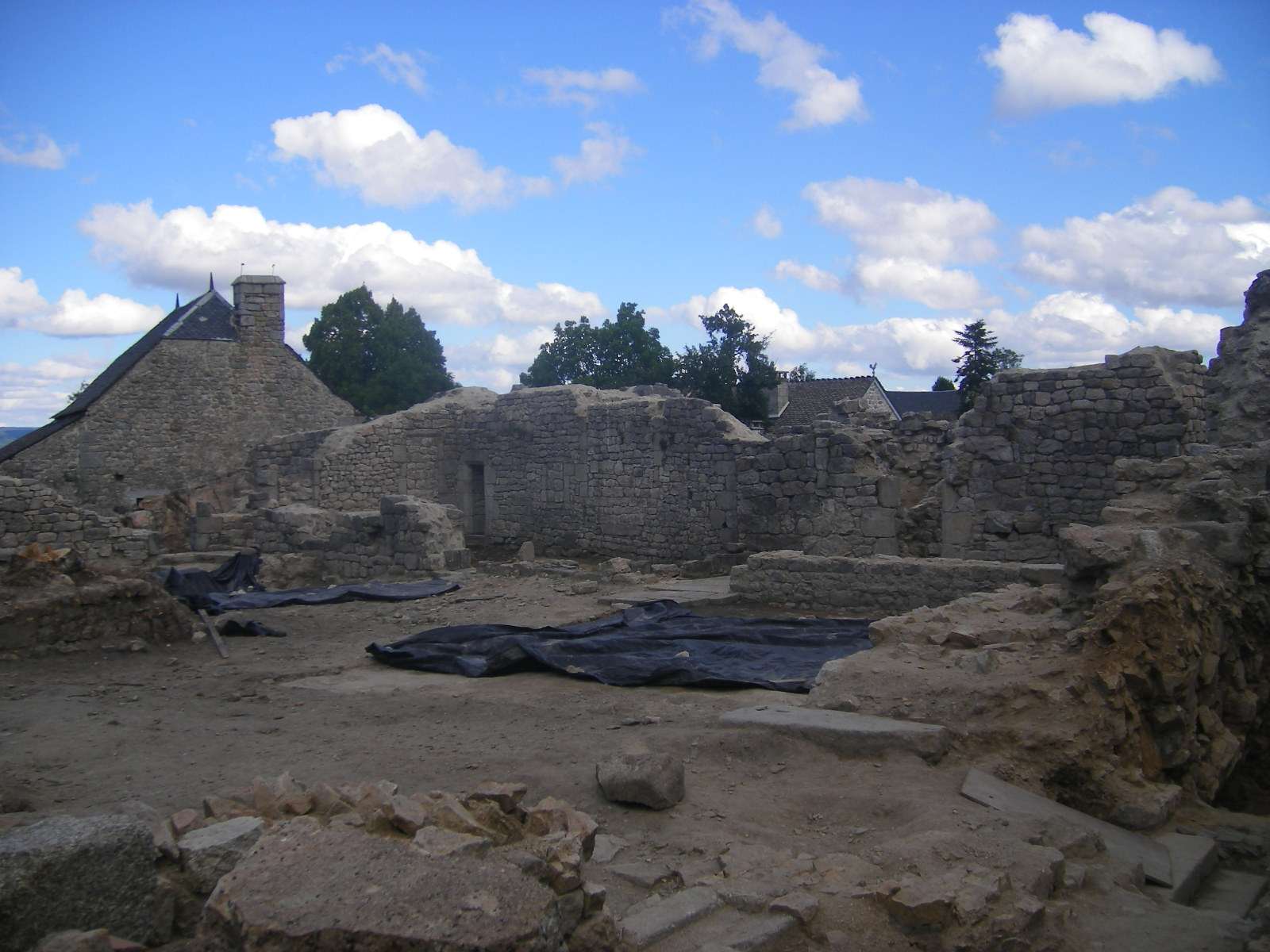
Les ruines du château.

La première trace du château remonte à 1180, lorsque Garin de Châteauneuf, seigneur d'Apcher et co-seigneur de Châteauneuf-Randon, rend hommage à l'évêque de Mende Aldebert III du Tournel. Issu de la famille de Randon, Garin avait épouse Alix d'Apchier, dernière héritière de la première famille d'Apchier.
Le 18 mai 1983, la chapelle et la tour sont classés au titre des monuments historiques.

## Sources et références
1. 1 2  Notice no PA00103906, sur la plateforme ouverte du patrimoine, base Mérimée, ministère français de la Culture
2. ↑  Albert Dauzat, Charles Rostaing, Dictionnaire étymologique des noms de lieu en France, Paris, Librairie Guénégaud,1979  (ISBN 2-85023-076-6), p. 22